# شخصية مصر: دراسة في عبقرية المكان (كتاب)

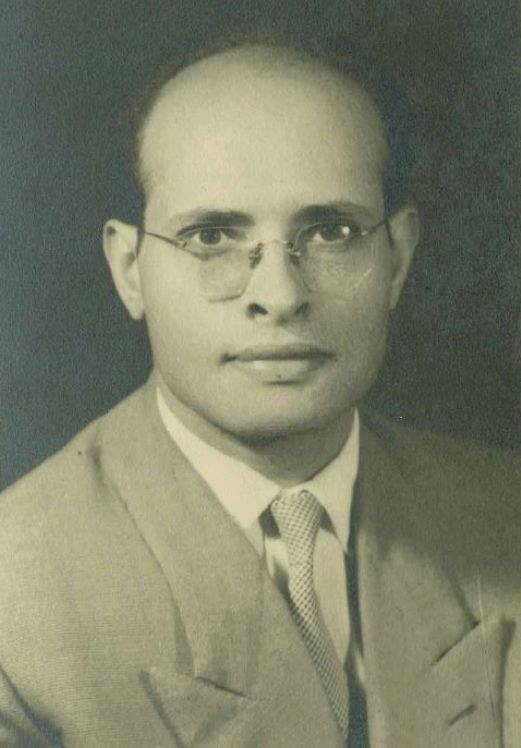
جمال حمدان

شخصية مصر.. دراسة في عبقرية المكان كتاب حول جغرافية مصر بأربعة مجلدات من تأليف جمال حمدان صدر بصياغته الأولى عام 1387هـ 1967م في نحو 300 صفحة من القطع الصغير تفرغ لإنجاز صياغته النهائية لمدة عشر سنوات ثم صدر مزيدا ومنقحا بأربعة مجلدات بين عامي 1401هـ / 1981م و 1404هـ/ 1984م.
يمزج في دراسته بين الجغرافيا والتاريخ والسياسة وعلوم طبيعية وإنسانية وتطبيقية أخرى. يقسم الكتاب إلى أربعة أجزاء:
- الجزء الأول: شخصية مصر الطبيعية
- الجزء الثاني: شخصية مصر البشرية
- الجزء الثالث: شخصية مصر التكاملية
- الجزء الرابع: شخصية مصر الحضارية

## محتويات الكتاب
في الجزء الأول: شخصية مصر الطبيعية حيث يعرض الكاتب ما يتعلق بالجيولوجيا والجغرافيا المصرية والصحراوات المصرية التي تمثل النسبة الأكبر في مساحة مصر سواء الغربية أو الشرقية. وبالطبع أفرد الكاتب جزء خاصا لوادي النيل شريان الحياة في مصر.
الجزء الثانى: شخصية مصر البشرية حيث يذكر ملامح التجانس الطبيعي والمادي والحضاري والبشري والعمراني للشخصية المصرية وكذلك الحضارة المصرية من العصر الفرعوني حتى ثورة يوليو ومراحل تطور الحضارة المصرية على مر العصور. كما يعرض الحياة السياسية في مصر وجوانبها الاستراتيجية.
الجزء الثالث: شخصية مصر التكاملية حيث يتضمن عرض للجوانب الاقتصادية في الشخصية المصرية والتي كانت الزراعة هي ركيزتها الأولى ثم تطور الصناعة والثروة المعدنية في مصر. كما تتضمن الشخصية التكاملية خريطة المجتمع المصرى والعلاقات المصرية العربية بين الوطنية المصرية والقومية العربية.
الجزء الرابع: شخصية مصر الحضارية وهي دراسة للمجتمع المصري والعاصمة باعتبارهما بنية وبوصلة خريطة المجتمع المصرى.

## المقدمة
تشغل مقدمة الكتاب خمسين صفحة من جزئه الأول يبدأها بسطور عن قيمة التعرف على شخصيات الاقاليم وتعريفه للشخصية الإقليمية بأنها ”أكبر من المحصلة الرياضية لخصائص وتوزيعات الإقليم فهى إنما تتسائل أساسا عما يعطى منطقة تفردها محاولة أن تنفذ إلى روح المكان لتستشف عبقريته الذاتية التي تحدد شخصيته الكامنة. هذه هي فكرة الهيكل المركب أو بما يعرف كاصطلاح عام بعبقرية المكان“
كما يحاول أن يطهر عمله فكريا من شبهة الإقليمية الضيقة قائلا "من الخطأ أن نظن أن الحديث عن تفرد الشخصية الجغرافية وعبقرية المكان لهذا القطر العربى أو ذاك يعنى تدعيم الحركة الانفصالية، فليس مما يضير قضية الوحدة العربية أو يخرب حركة القومية العربية أن يكون لكل قطر من اقطارها شخصية بدرجة أو أخرى داخل الإطار العام المشترك “…” الواقع أن على القومية أن تحترم الوطنية وتقرها، بمثل ما أن على الوطنية ان تعترف بالقومية وتقر بها ولعل المطلوب ليس تذويب الوطنية في القومية بقدر ما هو تزويدها بها".

## شخصية مصر الطبيعية
الكلمة المفتاح في شخصية مصر الطبيعية هي البساطة، بساطة تتجلى في بنيتها وسمات وجهها التضاريسى ممتدة إلى مناخها وقاعدتها الجيولوجية الراسخة القديمة (أقدم عصور البناء الجيولوجى) لم تتعقد عملية بنائها إنما خضعت لإيقاع منتظم يتراوح بين الإضافة والإزالة في علاقة متواترة بين البحر واليابس ويأتى أخيرا النهر ليضيف إلى صحروايتها تأثيره المورفولوجى الخاص على طول مجراه متمثلا في الوادى والدلتا والفيوم.

### الباب الأول: من الجيولوجيا إلى الجغرافيا
الفصل الأول بعنوان أرض مصر: يبدأ رواية مصر الطبيعية من الماضى الأركى السحيق منذ كانت نواة جيولوجية ويتابعها وهي تتخذ مورفولوجيتها الحالية عبر سلسلة من عمليات من طغيان البحر وانحساره وتحليل كامل متكامل لخريطة مصر الجغرافية في ضوء ثلاثية خطوط الطبيعية (النهر والصحراء والبحر) مبرهنا على بساطة جغرافية مصر وكاشفا عما تخبئ جيولوجيتها من انتظام وتناظر.
الفصل الثانى والثالث بعنوان تاريخ حياة نهر وتغيرات النيل التاريخية: محاولة لتحديد ميلاد النيل متى ظهر وأصله وتكون الدلتا ودينامكية النهر وإيقاع حركته ودراسة تغيرات المجرى على مر التاريخ وتغيرات فروع الدلتا مدعما نظرياته بالخرائط.
و يبدأ الفصل الرابع بعنوان وجه مصر بتلخيص وجه مصر الطبيعى وتقسيم سطحها إلى أقسامه المصرية في لمسات خاطفة وو بساطة جغرافينها التي تتجلى في السيمترية أو التناظر الذي يسود عناصر اللاندسكيب الطبيعى في مصر فيقول ” فعلى جانبى الوادى الذي تحف به حافتان هضبيتان في توازن ملحوظ تتناظر صحراوان في الشرق والغرب بصفة مستمرة والوادى نفسه –على وحدته الاساسية- ينقسم ما بين الدلتا والصعيد.. الذين يتوازنان بدورهما في استقامة واضحة ما بين الشمال والجنوب وحول الجميع يتناظر بحران رئيسيان في الشمال والشرق “

### الباب الثاني: الصحراوات
تقع دراسة الصحراوات في 6 فصول (5-10) يتناول فيها دراسة الصحراء الغربية والصحراء الشرقية من حيث الأبعاد المكانية وشكلها العام والخصائص الرئيسية ومنخفضاتها ونظريات تكوينها وتحليل تكويناتها الصخرية وأقاليم كل منهما ويتابع كل إقليم بما يقتضيه من تفصيل من النواحى الجيولوجية والبنيوية والتضاريس: من حيث الشكل والامتداد وتركيبه الجيولوجى ومناخه وشبكة تصريفها الأساسية.
ثم ينتقل لدراسة صحراء شبه جزيرة سيناء التي تحظى باهتمام من جمال حمدان في كل كتبه من النواحى الطبيعية والبشرية والجيواستراتيجية وأهميتها الجغرافية والتاريخية وخصائصها حيث يستهلها بشبكة التصريف وتحليل عقديتها المناخية والنباتية ومواردها واقتصاديتها وهيكلها العمرانى وأقاليمها وخليجيها السويس والعقبة.

### الباب الثالث: نهر النيل
و يضم أربعة فصول (11- 14) تتناول الجوانب الطبيعية للنيل يبدأها بفيزوغرافية النهر (الامتداد وانحدار المجرى والخوانق والجنادل والأودية المنتهية إليها والتعرجات وفرعا الدلتا والجزر النهرية والبحيرات المتقطعة) ثم موروفولوجية الوادى والفيوم والدلتا حيث يبدأ بالوادى من حيث البنية والتضاريس وأشكال الأرض وأسماء الأماكن ثم أقاليم الوادى ثم متابعا إلى الفيوم فيستهلها بالتركيب الجيولوجى ثم الإطار الاقليمى ووجه الفيوم وهيدرولوجية الفيوم ويختمها بأقاليم الفيوم الطبيعية مع إشارات مسهبة لمنخفض الريان وأخيرا الدلتا يتصدرها عنوان النضج الفيزوجغرافى ووراءه عناوينه التفصيلية من المساحة والبروز والبحيرات والساحل الانسيابى شكل ورقعة الدلتا وأقاليم الدلتا الطبيعية في إشارات مسهبة لنطاقها الشمالى وبحيراته.

## شخصية مصر البشرية
الكلمة المفتاح في شخصية مصر البشرية تتحدد في التجانس (التجانس الطبيعى – التجانس المادى – التجانس السكانى- التجانس العمرانى – وحدة الوطن السياسى)

### الباب الرابع: التجانس
ياتى الفصل الخامس عشر في هذا الباب تحت عنوان التجانس الطبيعى وهو بمثابة همزة الوصل بين الجزئين الأول (الطبيعى) والثانى (البشرى) ويؤكد على أن كافة صور التجانس التالية إنما تنبثق من القاعدة الطبيعية ويرجع تجانس البيئة الفعالة إلى النهر بصورة مطلقة ويقول ” فالوادى كله وحدة فيضية أرضه من تشكيل مائه والنهر هو الضابط الأساسى إن لم يكن المطلق لشكل اللاندسكيب الطبيعى ولهذا فإن النيل يمنح أرض مصر من تجانسه بقدر ما يسيطر على حياتها” وهكذا يتصاعد التجانس حتى يتخلل نسيج شخصية مصر ويجعل من مصر المعمورة بيئة أحادية تماما. ومن ثم البشرية فالاقتصادية. ”و في النتيجة فإنه من الصعب أن نجد بلدا يخضع في ملامجه لقانون التدرج كوجه مصر فإذا كان التجانس هو قانونه الأول فإن التدرج قانونه المكمل “
الفصل السادس عشر بعنوان التجانس المادى – خريطة مصر الزراعية : المقصود بالتجانس المادى ويتضح من العنوان الثانوى – خريطة مصر الزراعية فالتجانس الطبيعى الأساسى في البيئة ينعكس بالطبع وبالضرورة في بيئة فيضية مثل مصر في الزراعة ويحكمها الضوابط الإيكولوجية (الرى والحرارة والسكان والمدن) وبعد عرض تلك الضوابط نستطيع أن نمضى قدما إلى دراسة تشريحية تحليلية إلى هيكل الزراعة المصرية والتعرف على هرم المحاصيل المصرية كفئات احجام أو مساحات ومدى نصيب تلك المحاصيل من الانتشارالجغرافى أو التركز الاقليمى ووضع تلك الظاهرة برمتها موضع القياس الاحصائى بالارقام والمنحنيات.
الفصل السابع عشر بعنوان التجانس العمرانى – الغطاء البشرى – ويخصصه لدراسة السكان أو “الغطاء البشرى ” على حد تعبيره وهل يتفق الإنسان مع مبدأ التجانس والتدرج الاساسى في مورفولوجية مصر؟ ودراسة العوامل المؤثرة على توزيع السكان طبيعيا وبشريا واقتصاديا واجتماعيا وتاريخيا ويناقش علاقة النيل بتوزيع السكان ” إن نهر النيل ليس فقط مانح الحياة في مصر ولكنه أيضا موزع الحياة على وجهها ونستدرك بأن هذا لا يعنى أن النيل وحده هو العامل الوحيد في تفسير كثافة السكان فهناك عوامل أخرى عديدة طبيعية وبشرية واقتصادية واجتماعية وحتى تاريخية ولكن النهر يكمن خلفها غالبا مباشرة وغير مباشرة وهو وحده العامل المفتاح والمسيطر “.
الفصل الثامن عشر بعنوان التجانس الحضارى – القرية المصرية – انتقل جمال حمدان إلى أعمال الإنسان من قرى ونجوع وعزب ومدن أو ما يطلق عليه ” الثوابت الحضارية ” باعتبارها مظهرا للتفاعل المادى المباشر بين البيئة والانسان متعرضا لمورفولوجية القرى والمدينة المصرية من حيث تخطيطها والكتل المبينة والتطور والنمو.
الفصل التاسع عشر بعنوان التجانس البشرى – تاريخ مصر الجنسى- : أصل وعرق ونسب المصريين أين يقع الإنسان المصرى في العائلة البشرية والانثروبولوجيا التاريخية إلى الانثروبولوجيا التشريحية مستخلصا الأبعاد التي تحدد شخصية مصر الجنسية مع دراسة المؤثرات الثانوية المتداخلة مثل الأجانب والهجرة العربية كنقطة انفصال في تاريخ مصر الجنسى.

### الباب الخامس: ثوابت جغرافية ومتغيرات تاريخية
يبدأ الفصل العشرون  من السبق الحضارى إلى التخلف  حيث يناقش فيه كيف ارتدت مصر من السبق الحضارى إلى التخلف حيث يقدم فيه واحدة من نظرياته المهمة تلخصها تلك المعادلة (قوة مصر السياسية = الموقع*الموضع) فيستهلها بمناقشة عزلة مصر منتهيا منها إلى أن مصر ” تنفرد إذن بأنها تجمع في تناسب نادر بين قدر من العزلة في غير تقوقع وبين قدر من الاحتكاك لا يصل إلى حد التميع” وينطلق في متابعة قضية السبق عبر مراحل التاريخ المختلفة يحلل خلالها ظواهر السبق الحضارية المختلفة التي برزت بها مصر فوق المستوى العام للتاريخ مستندا إلى النظرية الاساسية عن الموضع والموقع عبر مراحل تاريخ المصرى مدعما تحليلاته بما يسميه “النظرية العاملة” تلك التي تفسر كيف تفاعل المصرى مع بيئتة التاريخية واستثمر معطياتها (النهر+المناخ+التربة) وكيف طورها (الرى+الزراعة) منتهيا إلى ” أن نشاة الحضارة في هذة المنطقة لم تكن صدفة وبغير حتم جغرافى بل كانت البيئة الجغرافية هنا مثالية لقيام الحضارة في القديم ثم لاستمرارها وبقائها بعد ذلك لالاف السنين”
الفصل الواحد والعشرون بعنوان الوحدة السياسية – الوطن السياسى – حيث استهل هذا الفصل بتحديد الأساس الطبيعى للوطن السياسى ومتسائلا عن ماهية مقومات هذا التصور في الواقع المكانى مجيبا ” تستمد مصر وحدتها من احاطة الصحراء والبحر بها من الخارج وفي الداخل من الوحدة المورفولوجية للوادى والوجدة الوظيفية للنهر ومنها تحقق لها قدر من الوحدة السياسية عرفت به الدولة المركزية منذ قرابة 5000 سنة “ ويستمر بعد ذلك في متابعة مراحل تطور وحدة الوطن السياسى ينتهى منها أن “مصر وطن سياسى طبيعى” مضيفا إليه في نهاية الفصل الوحدة الوطنية بما تعنيه من تماسك نسيج المجتمع وتلاحمه في اطار من الثقافة المشتركة المستندة إلى المصلحة والحياة المشتركة في بيئة فيضية مغزولة حول نهر مشترك.
الفصل الثانى والعشرون بعنوان من الطغيان الفرعونى إلى الثورة الاشتراكية – في جغرافية مصر الاجتماعية – استكمالا لما بداه في الفصل السابق من تطور نظم الحكم في مصر وتركزه في قبضة الفرعون مع اختلاف تسمية الحاكم عبر العهود مع التركيز على تطور دور الحكومة وكيفية تسممها بالطغيان ويبحث في بداية تكوين ” النظام الاجتماعى المصرى”.

### الباب السادس: شخصية مصر السياسية
لفصل الثالث والعشرون والرابع والعشرون بعنوان من إمبراطورية إلى مستعمرة والاستعمار الاوروبى الحديث يتناول تحليل شخصية مصر السياسية عبرالعصور ” كيف تحولت مصر من أول امبراطورية في التاريخ إلى أطول مستعمرة عرفها العالم” وتقتضى اجابة السؤال خوض غمار 40 عام تتابع فيها دورات الازدهار والانتكاس بالتفصيل والاستعمار الاوروبى الحديث مقارنة بين الاستعمار الفرنسى والبريطانى والجاليات الاجنبية في مصر واسباب تكالب قوات الاستعمار على السيطرة على مصر.
الفصل الخامس والعشرون- شخصية مصر الاستراتيجية – : بعد دراسة مراحل وأدوار تاريخ مصر الجيوبولتيكى ما بين إمبراطورية ومستعمرة يبدأ للنفاذ إلى أعماق شخصية مصر الاستراتيجية ككل وكاقليم من الخارج وتحديد جوانب القوة والضعف وتحليل مصر كقوة سياسية يتتبع وزنها عبر تاريخها محددا ارتفاعاته وانحداراته مستندا إلى نظرية الموقع والموضع خاصة في القرن التاسع عشر وتحديدا بعد الحرب العالمية الثانية منتهيا إلى ما أسماه مفاتيح مصر الاستراتيجية التي يحددها في (سيناء في الشمال الشرقى، مرمريكا في الشمال الغربى، النوبة في الجنوب) غير ان سيناء تستأثر بجل اهتمامه حيث يخضعها لدراسة مستفيضة مع الربط عضويا بينها وبين القناة ووادى النيل.

### الباب السابع: البناء الحضاري والأساس الطبيعي
يبدا هذا الباب متسائلا عن ما هو الاساس الطبيعى لبنائنا الحضارى بكل محمولاته من غطاء عمرانى وكيان اقتصادى إلى تراث مادى وهيكل اجتماعى وتأتى إجابته متلخصة في الموقع والموضع: موضع الوادى والموقع يتمثل في تجارة المرور وتلخصه الآن قناة السويس.
الفصل السادس والعشرون بعنوان قلب العالم: موقع مصرالجغرافى – عبقرية الموقع – الفصل الأول في هذا الباب يخصصه لموقع مصر الجغرافى ” فمصر هي حجر الزواية والارض الركن في الثلاثية القارية التي يتألف منها العالم القديم والوحيدة التي تلتقى فيها قارتان وتقترب منها ثالثة أكتر ما تقترب لا سيماأنها تقع عند التقاء أربعة ضلوع من هاتين القارتين وبهذه الصفة فانها لا تمتاز فقط بالموقع المركزى المتوسط في قلب الدنيا القديمة ولا بالموقع المدخلى أو موقع البوابة فحسب ولكن أيضا بالموقع العقدى البؤرى “ تحليل الموقع الجغرافى ومقارنة الموضع والموقع ودورات الموقع وادواره منتهيا إلى دور القناة باعتباره الدور الاخير ودورها في الاستعمار العالمى من التل الكبير حتى العدوان الثلاثى و 1967 ودورها بعد ثورة البترول في العالم العربى.
الفصل السابع والعشرون بعنوان هبة النيل – مصر والنيل- حيث يتناول الشق الثانى من معادلة الوجود المصرى معددا ما يسميه بالمزايا العشر للنهر بمعنى المقومات الطبيعية التي تجمعت له من منابعه لتؤدى به إلى النهاية إلى مصبه في مصر ومتابعا لماذا مصر تعتبر النموذج المثالى للبيئة الفيضية فهى “أكثر الفيضيات فيضية” فهى بيئة الرى المثالية والنموذج الكامل لعالم الرى البحت ويتابع في رحلة تاريخية طويلة عملية استزراع مصر واتجاهتها ومناقشة الماء كسلاح سياسى تاريخيا بصفة عامة وفي مرحلة الاستعمار خاصة
الفصل الثامن والعشرون بعنوان ضبط النيل – تطور الرى المصرى – يتابع مراحل الفن الزراعى من فجر التاريخ في مصر يحددها في 4 مراحل (الرى الصيفى ومرحلة الترع بلا قناطر ومرحلة الخزانات والقناطر وأخيرا السد العالى الذي يخضعه لدراسة مستفيضة كموضوع شبه مستقل منذ مولده كفكرة منتقلا إلى تحليل موضعه ثم مائيته ثم هندسته ثم نتائجه ثم في المحصلة وتحت عنوان (السد في الميزان) يقول ” السد هو قمة الرى الدائم وهو بهذا قمة مزاياه ملما هو قمة عيوبه والاثار الجانبية للسد انما هي ببساطة الثمن الطبيعى للرى الصناعى وهما معا وجهان لعملة واحدة “.

## شخصية مصر التكاملية

### الباب الثامن: شخصية مصر الاقتصادية
الكلمة المفتاح في هذا الجزء “التكامل “ مفتتحا كلامه عن الاقتصاد وخاصة الاقتصاد الزراعى في مصر كاقتصاد معاشيا اساسيا فهو اقتصاد اكتفائى مغلق إلى حد كبير هدفه الكفاية الذاتية أكثر منه التبادل التجارى الامر الذي انعكس على الاقتصاد المصرى فكان هو احاديا زراعيا ولا جدال أن مصر مارست التجارة وشاركت في التجارة العالمية غالبا لكن تم هذا اساسا من خلال دور الممر التجارى والوسيط وليس من خلال دور التاجر البحار نفسه على عكس أوروبا في هذه الاوقات وهوالذي يفسر انتقال مصر من العصور الوسطى إلى العصور الحديثة مباشرة دون عصر نهضة مثل أوروبا ومن الزراعة إلى الصناعة مباشرة فالزراعة المحلية هي التي خلقت الصناعة الحديثة في مصر.
الفصل التاسع والعشرون بعنوان خريطة الاقتصاد المصرى – تطور الاقتصاد الحديث – ويقسمه جمال حمدان إلى ثلاث مراحل (الاقتصاد الانقلابى 1805-1840 محمد علي والاقتصاد الاستعمارى البريطانى فالاقتصاد الثورى بعد ثورة 1952) ويوجه عنايته إلى تغيرات الاقتصاد المصرى بعد ثورة يوليو خاصة ويقسمها إلى مرحلتين اولا الانطلاق (الاشتراكية العربية) ويحدد إيجابيتها في سعيها نحو الاستقلال الاقتصادى ومحافظتها على الأمن الغذائى والصناعى واعتصامها بالاستقلال المالى وتبنى فلسفة التخطيط القومى وإلى حد ما الاقليمى وأما المرحلة الثانية الانزلاق (الانفتاح) فتح الباب على مصراعيه للاقتصاد الرأسمالى الفردى الحر بدعوى الانفتاح على العالم الحر والتكنولوجيا الحديثة والغرب المتطور ومكن لظهور طبقة طفيلية استهلاكية مليونيرة فزادت الهوة بين الطبقات بدل ان تضيق ثم يتعرض للازمة الاقتصادية المصرية وحصر مشاكلها (الانفجار الاستهلاكى والتضخم والديون والمرافق والخدمات والغلاء) ومتابعة كل مشكله تاريخيا تحليليا واحصائيا.
الفصل الثلاثون تحت عنوان الزراعة المصرية من الخريطة إلى التخطيط – المركب المحصولى – ويعنى تطور الزراعة المصرية من التلقائية الحرة التي عرفتها طول تاريخها إلى نوع من التخطيط الموجه في اطار سياسة عامة توضع لها تحدد مساحات محاصيلها ونوعيتها والسياسة التسويقية لها ثم يتحول لمتابعة تغير المركب المحصولى في مصر التاريخية إلى العقود الاربعة المنصرمة ويختم الفصل بالتعرض إلى قضية التخطيط الزراعى والكفاية الذاتية ويؤكد اركان الاستراتيجية التخطيط الزراعى (التكثيف والتتجير والتصدير والتصنيع).
الفصلين التاليين الفصل الواحد والثلاثون والاثنين والثلاثون بعنوان من التوسع الرأسى وإلى التوسع الافقى يخصصهما جمال حمدان لدراسة التوسع الرأسى والافقى. اولا التوسع الراسى متتبعا تاريخيا المسالة وما توصل إليه من مشاكل وما اقترحه من حلول مستندة إلى التحليل التاريخى المكانى الاحصائى وكيفية الوصول إلى أقصى كفاءة الانتاجية وتقليل الفاقد إلى حده الادنى وتتوالى توصياته على الاسمدة وطرق الرى ونوعية التقاوى، مشاكل التربة المصرية وكيفية علاجها وتحسين الصرف وكهربة الزراعة ويطالب بوضع “دستور الأرض” يحمى الأرض واستخداماتها والتخطيط الصارم للنمو السكانى ويختم الفصل بالتخطيط الصناعى في اتجاهى دمجها بالزراعة من ناحية وإعادة توزيع وحداتها خارج الزمامات المزروعة من ناحية أخرى … ثانيا دراسة التوسع الافقى، موضحا اهميته الفائقة للتخطيط الاقليمى ويتابع المسألة تاريخيا وصولا إلى بداياتها منتهيا إلى وضع خرائط احتمالاتها القائمة (شمال الدلتا وشرق الدلتا وضفاف قناة السويس والواحات المصرية) ويفيض في تحليل كل منطقة منها متوصلا إلى تقرير لب مشكلاتها ومن ثم يعرض لمصادره الطبيعية في مصر عرضا نقديا لطرق استخدامها واهمال الشبه تام لبعضها ثم ينطلق لتحليل منحنى العلاقة بين الاحتياجات والاستهلاك تبعا لتوزيعها في قنواتها الرئيسية (الزراعة والصناعة والعمران) مطالبا إعادة رسم إستراتيجية المياه في مصر تبعا لاقتصادياته من ناحية واتساقا مع مواردها منه من ناحية وبالنظر إلى أزمة المياه العالمية من ناحية ثالثة.
الفصل الثالث والثلاثون بعنوان مصر الصناعية – بطاقة تقديم وتعريف- ” مصر بطبيعتها لا تنقصها المقومات الاساسية للصناعة الحديثة” ويبدأ اثبات صحة هذه المقولة جغرافيا واقتصاديا وتاريخيا وينتهى بها ان مصر تمتلك مقومات قاعدة صناعية موسعة ثم يحدد ما يطلق عليه خصائص الصناعات المصرية العشر وانماطها المكانية ثم ينطلق لوضع خريطة حديدة للصناعات ويقترح مواقع جديدة مستندا إلى مبادئ (الخلخلة واللامركزية وتدريج المركزية)
الفصل الرابع والثلاثون بعنوان صناعات مصر: الصناعات الزراعية الام دراسة لهيكل خريطة صناعات مصر ذات الاصول الزراعية والتي تتألف خاماتها من القطن والصوف والحرير والكتان متابعا كل خامة تاريخيا وعمليات تصنعيها وانتشار وحداتها ثم يتعرض للصناعات الغذائية من صناعة السكر إلى صناعة اعداد الحبوب والزيوت النباتية والسجائر وحفظ الأغذية وتعبئة الاسماك والالبان والاعلاف الصناعية متابعا كل منها من حيث التوزيع الجغرافى والعمالة والتسويق
```
الفصل الخامس والثلاثون بعنوان 
صنع في مصر- من الصناعات الكيماوية إلى المعدنية –
 مبتدءا بالصناعات الكيماوية الاساسية ثم الاسمدة. الورق والخشب الصناعى والجلود والصابون والمنظفات الصناعية والادوية والمطاط ثم منتقلا إلى مجموعة أخرى صناعات البناء التي تضم الاسمنت والطوب والجبس والخزف والحراريات والزجاج ويختتم الفصل بالصناعات المعدنية ويصنفها إلى الصناعات التكريرية (الصهرو التكرير) والصناعات التشكيلية لها (المنتجات المعدنية) التي تتضمن الحديد والصلب والالومنيوم والنحاس والزنك والرصاص وغيرها ومتابعتها تاريخيا ويحللها اقتصاديا ويعرض مقارنة بين موقعى حلوان واسوان كموقعين شهدوا ولادة هذه الصناعة ونموها مختتما دراسته بعنوان النمو المستقبلى ويقدم توقعاته استنادا إلى امكانيات الصناعة وقدرتها على تحقيق الكفاية الذاتية ثم ياتى صناعة الالومنيوم ويتابعها تاريخيا ثم اقتصاديا وقدرته التنافسية وتكلفته ثم مكملا الصناعات الهندسية والميكانيكية والماكينات الكهربائية.
```

الفصل السادس والثلاثون بعنوان ثروتنا المعدنية وصناعة التعدين : تحليل مصر لما قبل الثورة المعدنية وما بعدها وتحديد ابرز خصائص الخريطة المعدنية في هذه الثلاثية القاعدية (الحديد +الفوسفات+البترول) يضع خريطة معدنية جديدة يتابع توزيعاتها وتطورات انتاجايتها ويحدد مناطق الثقل المعدنى وينطلق إلى الدراسة المسهبة لكل معدن على حدة الفوسفات ثم الجديد ثم الفحم ثم الصخور الصناعية وبقية الفصل للبترول يتناول التطور التاريخى لانتاجه ثم تطوراته النوعية ويتعمق في اقتصادايته بين الإنتاج والاستهلاك والفائض ويحلل احصائيا العلاقة بين منتجاته واستهلاكها ويرجع إلى جغرافية الحقول مع دراسة مسهبة لحوض خليج السويس ويختم الفصل بدراسة لامكانات حوض الصحراء الغربية باعتباره افق المستقبل البترولى لنا.

## شخصية مصر الحضارية

### الباب التاسع: خريطة المجتمع المصري
الفصل السابع والثلاثون بعنوان كثافة بلا هجرة: سكان مصر يتناول فيه التركيب الديموجرافى لسكان مصر والثورة الديموجرافية مع بداية القرن التاسع عشر وجذورها ومراحلها وأسبابها والكثافة أو ما يطلق عليه ” الغلاف البشرى ” دواعيها وأسبابها (الأرض والماء والرى ونمط الزراعة والتركيب المحصولى) متابعا مراحلها وتغيراتها ويختم الفصل بما يسميه بروفيل مقارن والذي يجرى عليه عددا من المقارنات الموحية الدالة بين مصر، بريطانيا واليابان من حيث الكثافة ودواعيها منتهيا إلى وجود درحة من التقارب بينها خاصة من حيث تتابع مراحل النمو الديموجرافى.
الفصل الثامن والثلاثون بعنوان سكان مصر بين المشكلة والحل حيث يتناول في هذا الفصل الهجرة بأنواعها (الداخلية والخارجية) ويصل به المطاف إلى مشكلتنا السكانية ودراسة اعراض المشكلة وتصوره العام لحل المشكلة (إعادة توزيع الدخل وزيادة الدخل القومى والهجرة وضبط النسل)
```
الفصل التاسع والثلاثون بعنوان 
مركزية رغم الامتداد: قاهرة مصر
 ويعتبر مدخلا لدراسة القاهرة وتتبع مواقع العاصمة على مر التاريخ يتابع نموها احصائيا ودراسة مركزيتها الوظيفية والسياسية والصناعية متعرضا لمشاكل القاهرة (المواصلات والإسكان والتلوث) عارضا رؤيته بالعاصمة المغلقة وكيفية تحقيقها (الغلق والتثبيت والتنصيف) وخريطة التنمية الإقليمية هادفا إلى احلال اللامركزية.
```

### الباب العاشر: آفاق الزمان وأبعاد المكان
الفصل الاربعون بعنوان تعدد الابعاد – ابعادنا الاربعة – محاولة لتحديد هوية مصر واستخلاص مكنوناتها. حيث يحدد أربعة ابعاد في توجيه مصر الاسيوى والافريقى على مستوى القارات والنيلى والمتوسطى على المستوى الاقليمى والكل يتداخل مع الابعاد المكانية العربية والاسلامية ” لم تصب مصر عادة بدوار جغرافى، ففيما عدا الانتمائ العربى المؤكد فنحن مصريون قبل ان نكون لفريقيين اواسيويين أو اوروبيين، فنحن في افريقيا ولسنها منها ومن اوروبا ولسنا فيها ولسنا في اسيا ولكن اليها. ذلك اننا في افريقيا الجغرافية والأرض ومن أوروبا إلى حد وإلى اسيا بالتاريخ والثقافة “ ثم ينتقل إلى التوسط والاعتدال كسمة بارزة في شخصية مصر الحضارية.
```
الفصل الحادى والاربعون بعنوان 
التوسط والاعتدال
 : يتناول التوسط والاعتدال من الناحية المنهجية البحتة في المناخ وفي الموقع وفي العلاقات الخارجية وفي الطبيعة البشرية وفي الاقتصاد القومى وفي السياسة الاجتماعية.
```

الفصل الثانى والاربعون بعنوان الاستمرارية والانقطاع موضحا ان “ما من كاتب تعرض لتاريخ مصر أو حضارتها دون ان يصر على عنصر الاستمرارية في كل مقوماتها ومقدراتها “ ويتابع دلائل الاستمرارية في الأرض والمناخ والفيضان والعمران والزراعة ونظم الحكم ثم ينتقل إلى الانقطاع في اللاندسكيب الحضارى والزراعة والثورة الصناعية ومصر الاجتماعية ومصر السياسية متسائلا ما الذي حدث في مصر في الفترة الحديثة من القرن التاسع عشر وما احتمالات المستقبل والتغير المستقبلى.

### الباب الحادي عشر: مصر والعرب
الفصل الثالث والاربعون بعنوان بين الوطنية المصرية والقومية العربية حيث يتابع دراسة الاستمرارية والانقطاع على المستوى اللامادى ويقول ” الانقطاع الثقافى والروحى الذي احدثه ويجسده الإسلام والتعريب هو بلا مبالغة اخطر تغير طرأ على كيان مصر منذ نشأة الحضارة الزراعية قبل الفرعونية وحتى قدوم الحضارة الغربية الحديثة مؤخرا”
و مصر قسم عضوى كبير داخل دوار العروبة هي منه بالتاكيد ولكنها متميزة بحجمها السكانى داخله ومصر قد سبقت العالم العربى إلى المجال العالمى هي بحكم موقعها ملتقى العرب، ” فهى قد تصدت للدولة العثمانية في عهد محمد على … وإذا كانت قد انعزلت بعده بعد اجهاض الغرب لمشروعه وعكفت على ذاتها معظم فترة الاحتلال البريطانى لها، فانها قد عاودت المشاركة بعد الحرب العالمية الثانية ودعت إلى تاسيس جامعة الدول العربية واصبحت عاصمتها مقرا لها “ غير ان فترة عزلتها هذه قد غذت فكرة الوطنية بها كما ان العالم العربى وسوريا خاصة قد شهدت تبلور الفكر القومى بها ” بدأ وكأن هناك فرقا ومسافة بين مصر والعرب ضاعف منها ما كتبه بعض المصريين عن مصر الوطن وما سعى اليه الغرب من فصلها عن جسمها وخاصة المشروع الاسرائيلى يجرى تثبيت اوضاعه. فالقومية العربية محصلة الاوطان العربية بقوة متناهية”
في ختام كتابه يقول ” وكما ان الكيف لا الكم … سيبقى ابدا مفتاح مستقبل مصر جميعا في الحضارة وفي العلم وفي السكان وفي الإنتاج وفكذلك سيظل الكيف قبل الكم اساس وضعها ومكانها في الوطن العربى ودار العرب غير انه إذا كانت القيادة والزعامة مسئولية تمارس ’ فلعل الاختبار النهائى لزعامة مصر في ان ترقى لمسئوليتها عن استرداد فلسطين للعرب وإذا صح ان نقول انه لا وحدة للعرب بغير زعامة مصر، فربما صح ان نقول انه لا زعامة لمصر بين العرب بغير استردادها فلسطين للعرب لانه لا وحدة للعرب اصلا بدون استرداد فلسطين “.
في نهاية حياة الكاتب بدأ في الكتابة عن اليهودية والصهيونية في المسودات التي تم اكتشافها بعد وفاته والتي يرجح البعض أنه قُتل بواسطة الموساد.